# Macrovipera schweizeri
Macrovipera schweizeri là một loài rắn trong họ Rắn lục. Loài này được Werner mô tả khoa học đầu tiên năm 1935.

## Hình ảnh

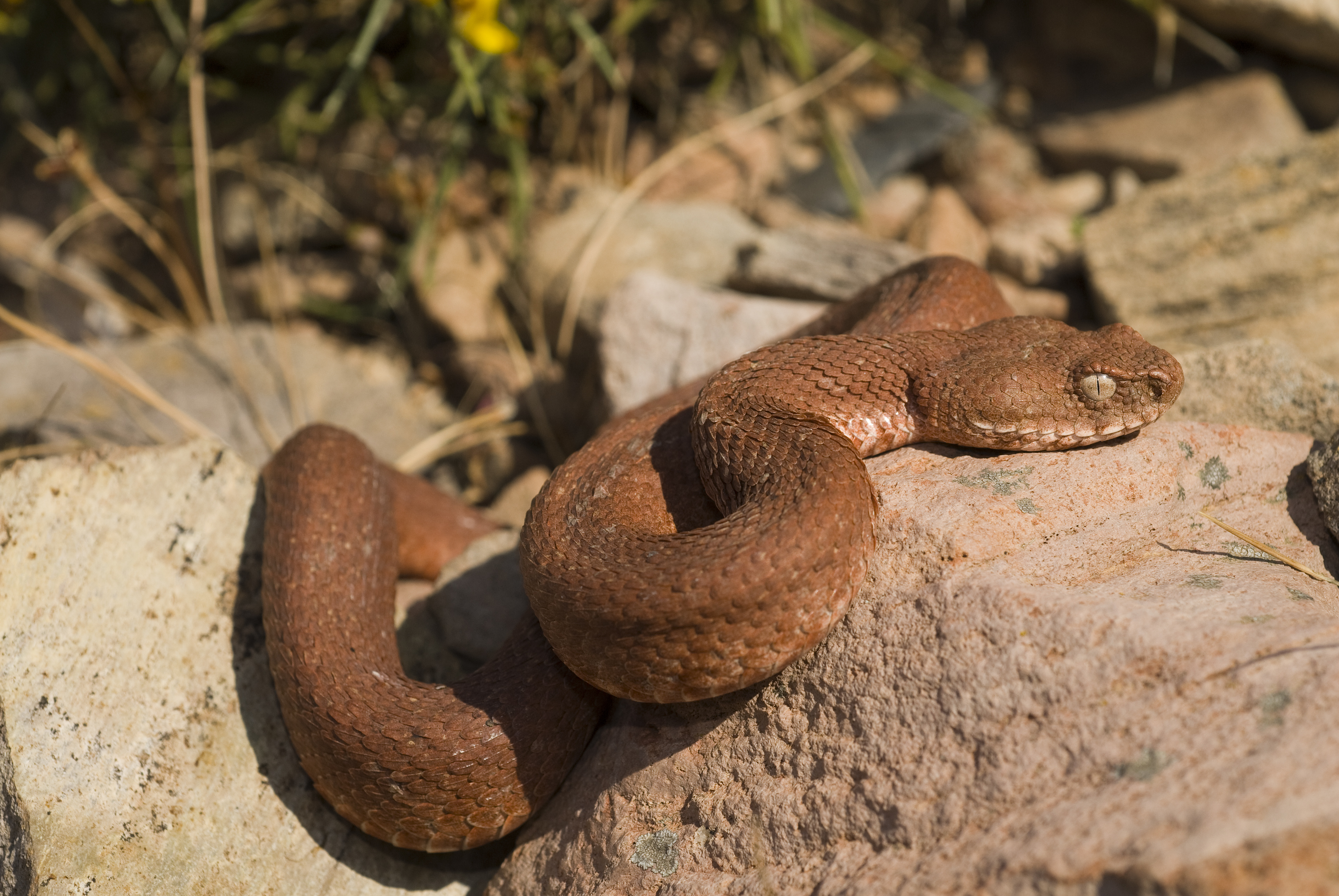
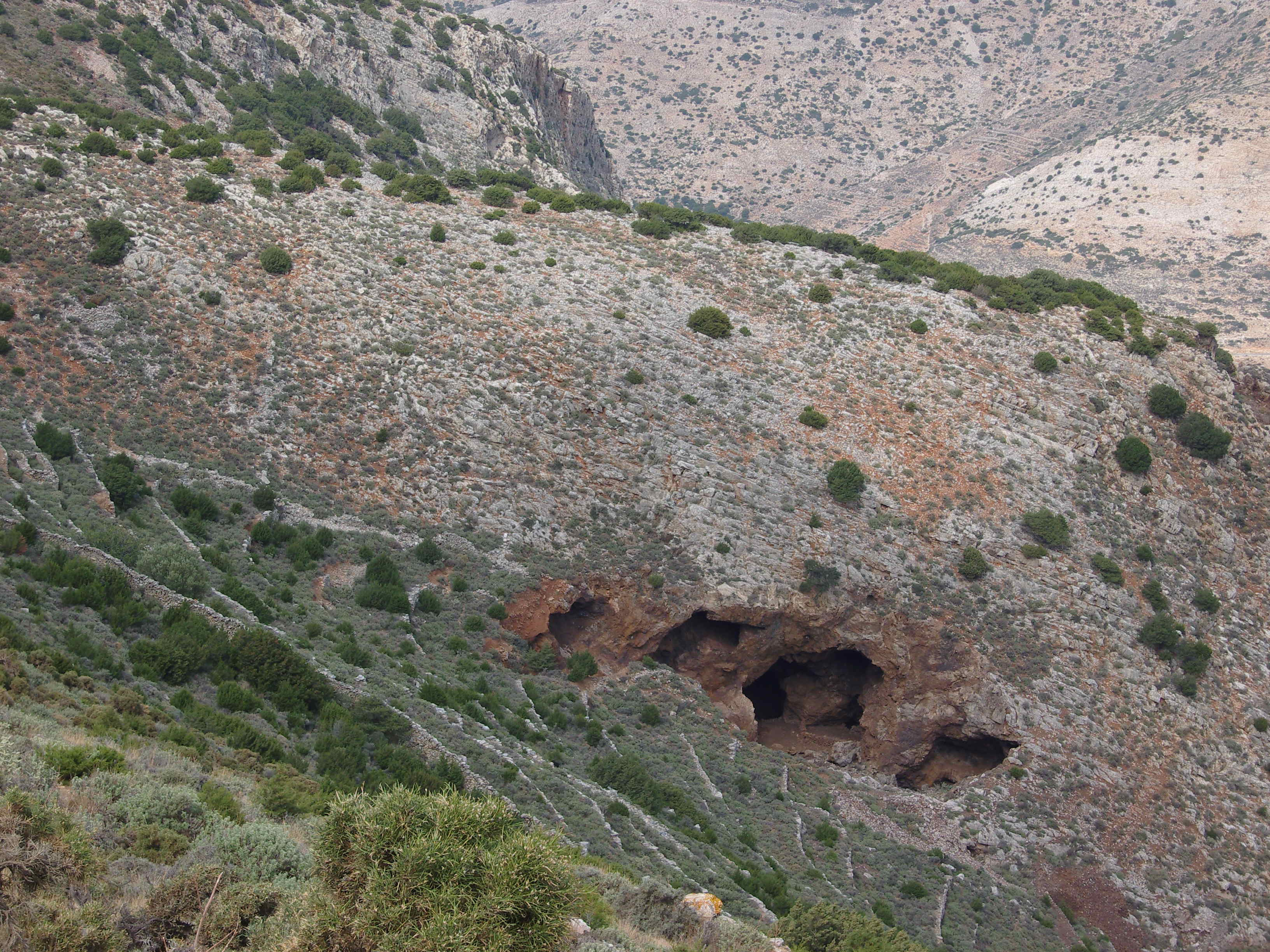
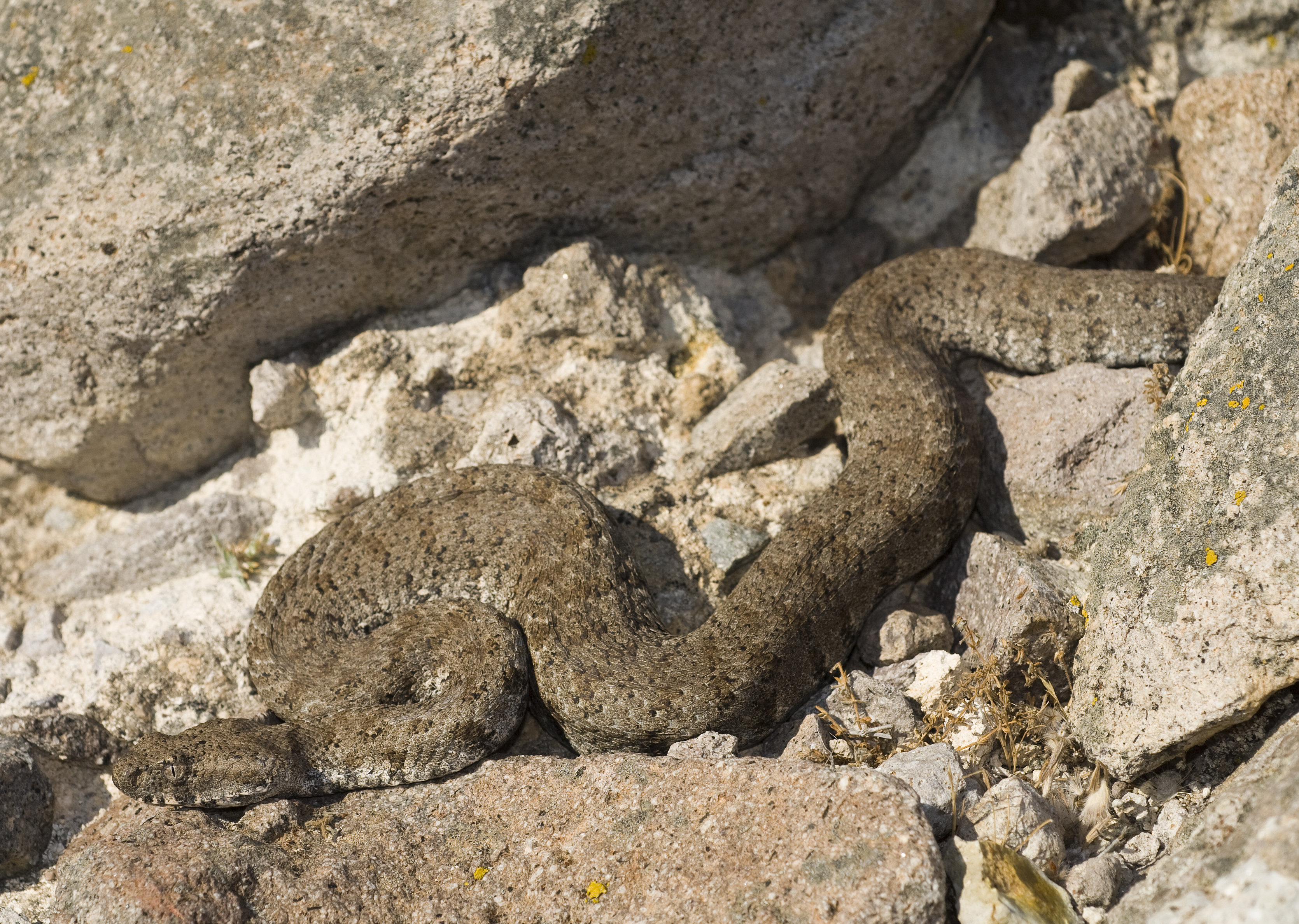